# Kidder & Ko
Kidder & Ko er en amerikansk stumfilm fra 1918 af Richard Foster Baker.

## Medvirkende
- Bryant Washburn som Cuthbert Kidder
- Harry Dunkinson som Silas Kidder
- Gertrude Selby som Julie Knight
- Wadsworth Harris som James Knight
- Carl Stockdale